# هاي كوشك (مقاطعة فارياب)
هاي كوشك (بالفارسية: موتورهای خشک‌اوری حور) هي مستوطنة تقع في كرمان في إيران. يقدر عدد سكانها بـ 163 نسمة بحسب إحصاء 2016.